# Blata
 Blata  falu Horvátországban, Károlyváros megyében. Közigazgatásilag 
Saborskóhoz tartozik.

## Fekvése
Károlyvárostól 52 km-re délre, községközpontjától 8 km-re északnyugatra, a 42-es főút mellett egy hosszú, keskeny medencében fekszik.

## Története
A településnek 1857-ben 297, 1910-ben 465 lakosa volt. Trianonig Modrus-Fiume vármegye Ogulini járásához tartozott. 2011-ben a falunak 53 lakosa volt.

## Lakosság
| Lakosság változása | Lakosság változása | Lakosság változása | Lakosság változása | Lakosság változása | Lakosság változása | Lakosság változása | Lakosság változása | Lakosság változása | Lakosság változása | Lakosság változása | Lakosság változása | Lakosság változása | Lakosság változása | Lakosság változása | Lakosság változása |
| ------------------ | ------------------ | ------------------ | ------------------ | ------------------ | ------------------ | ------------------ | ------------------ | ------------------ | ------------------ | ------------------ | ------------------ | ------------------ | ------------------ | ------------------ | ------------------ |
| 1857               | 1869               | 1880               | 1890               | 1900               | 1910               | 1921               | 1931               | 1948               | 1953               | 1961               | 1971               | 1981               | 1991               | 2001               | 2011               |
| 297                | 340                | 306                | 365                | 379                | 465                | 445                | 468                | 435                | 380                | 341                | 299                | 240                | 31                 | 50                 | 53                 |

## Nevezetességei
Határában található a Begovac-tó egy időszakosan kiszáradó állóvíz.